# 올 타임 로우
올 타임 로우(All Time Low)는 2003년에 결성된 미국 메릴랜드주 볼티모어 출신의 팝 펑크 밴드이다. 밴드명은 뉴 파운드 글로리의 Head On Collision 노래 가사에서 따와 All Time Low라고 이름이 붙여졌다. 리드 보컬 알렉스 가스카스(Alex Gaskarth), 리드 기타 잭 바라캇(Jack Barakat), 베이스 기타 잭 메릭(Zack Merrick), 드럼 라이언 도슨(Rian Dawson) 등 네 명으로 구성되어있는 올 타임 로우는 고등학교 밴드로 시작하였고 2004년 에메랄드 문 레코드를 통하여 첫 데뷔 EP인 The Three Words To Remember In Dealing With The End를 발매하였다. 이후 올 타임 로우는 7개의 정규 앨범을 발매하였다: The Party Scene (2005), So Wrong, It's Right (2007), Nothing Personal (2009), Don't Panic (2012), Future Hearts (2015), Last Young Renegade (2017), Wake Up, Sunshine (2020).

## 역사

### 2003년 ~ 2005년: 결성 ~The Party Scene
2003년, 고등학생이었던 알렉스 가스카스와 잭 바라캇을 중심으로 결성되었다. 결성 당시에는 주로 Blink-182와 같은 팝 펑크 밴드의 음악을 커버하면서 연주 활동을 하였다. 2004년 현지 인디 레이블 Emerald Moon Records와 계약을 맺고 같은 해 10월 1일, 첫 번째 EP인 The Three Words To Remember In Dealing With The End로 데뷔하였다. 2005년 7월 19일, 첫 번째 정규 앨범 The Party Scene을 발매했다.
2006년 고등학교 졸업 전, 인디 레이블인 호프리스 레코드와 계약을 맺었다. 올 타임 로우는 인터뷰에서 두 번째 EP Put Up Or Shut Up이 발매되기전 고등학교 졸업반 재학중일 때 음악에 대해 진지해지기 시작했다고 밝혔다. 같은해 7월 25일 두 번째 EP Put Up Or Shut Up을 발매하여 인디 앨범 차트에서 20위, Top Heatseekers에서 12위를 기록했다.

### 2007년 ~ 2008년:So Wrong, It's Right
2007년 여름, 올 타임 로우는 Smartpunk Stage에서 Vans Warped Tour에 참여하였고, 연말 플레인 화이트 티스의 서포트로 영국에서 첫 라이브공연을 하였다. 같은 해 9월 25일 두 번째 정규 앨범 So Wrong, It's Right를 발매해, 미국 빌보드 200에서 62위와 인디 앨범 차트에서 6위를 기록했다. 이 앨범의 두 번째 싱글인 "Dear Maria, Count Me In"은 마리아(Maria)라는 스트리퍼에 대해 쓰였으며, Pop 100에서 86위를 기록했다.
2008년 초, 올 타임 로우는 에브리 에비뉴, 메이데이 퍼레이드, 저스트 서렌더를 오프닝으로 하는 첫 헤드라이닝 투어 Manwhores와 Open Sores Tour를 마쳤다.
So Wrong, It's Right의 발매 이후, 올 타임 로우는 빠르게 인기를 얻었으며 2008년 2월 12일에는 MTV의 텔레비전 프로그램인 TRL에 처음 출현하였다. 또한, MTV의 Discover and Download와 Music Choice의 Fresh Crops에서 특집으로 다루어졌으며 MTV의 Big Ten과 MTV Hits의 플레이 리스트에 추가되었다. 같은 해 3월 7일에는 지미 키멀 라이브!를 통하여 첫 생방송에 출현하였고 MtvU Woodie Awards에서 라이브 공연을 하였다. 또한 3월에서 5월까지 올 타임 로우는 The Rocket Summer와 함께 AP Tour 2008에 참여하였고 5월에는 Give it a Name Festival에 참여하였으며 코브라 스타십과 함께 영국공연에 참여하였다. 같은 해 12월, 올 타임 로우는 미국 록 전문 잡지인 얼터너티브 프레스의 올해의 밴드(Band of the Year 2008)에 선정됐다.

### 2009년 ~ 2010년:Nothing Personal
2009년 초, 영국의 잡지사 Rock Sound와의 인터뷰에서 세 번째 정규 앨범을 위한 작업을 시작하였고 다수의 곡 작업을 도와주는 아티스트, 프로듀서와 협력하였다고 밝혔다.
작업이 작사단계에 있었음에도 새 앨범을 위한 녹음을 2009년 1월에 시작하여 불과 한 달 만에 마쳤다. 리드 싱글인 "Weightless"는 3월에 발매되었고 라디오를 통해 전 세계적으로 재생된 첫 곡이 되었다.
세 번째 정규 앨범인 Nothing Personal은 7월에 발매되어 빌보드차트에서 4위와 63,000장의 판매를 기록하였고 지금까지 가장 높은 차트에 오른 앨범이 되었다. 공식 발매 이전, MTV의 The Leak를 통해 1주일 더 빨리 다운로드와 스트리밍이 가능하였다.
올 타임 로우는 11월 메이저 레이블인 인터스코프 레코드와 계약을 맺었다고 발표하였다.

2010년 5월, 뉴욕 콘서트의 녹화인 첫 라이브 앨범 Straight to DVD를 발매했다. 

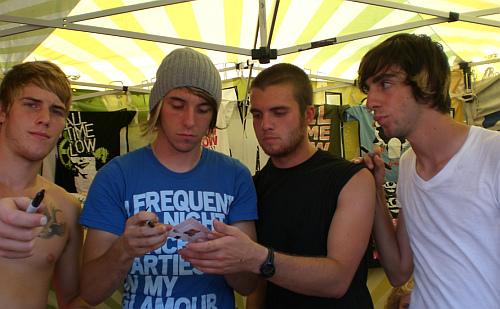
2011년의 올 타임 로우 (좌에서 우: 잭 메릭, 알랙스 가스카스, 라이언 도슨, 잭 바라캇)

### 2011년:Dirty Work
2010년 5월 15일, 팀 버튼 감독의 영화 이상한 나라의 앨리스에서 영감을 얻은 앨범 Almost Alice에 "Painting Flowers"를 수록하였다. 이후 메이저 레이블에서의 데뷔가 될 네 번째 정규 앨범을 위한 작업을 시작하였다.
새 앨범의 데모가 인터넷을 통해 8월 유출되었고 올 타임 로우는 인터뷰를 통해 유출된 데모들이 새로운 앨범의 곡들이라고 밝혔다.
일 년이 지나 3월으로 예정된 출시일이 연기된 후 2011년 6월 7일, 네 번째 정규 앨범 Dirty Work가 발매되어 오스트레일리아와 캐나다에서 13위, 영국에서 20위를 기록하였고 지금까지의 앨범 중 해외에서 가장 많이 판매된 앨범이 되었다.

### 2012년 ~ 2013년:Don't Panic
2012년 5월, 인터스코프 레코드에서 떠나 6월 1일 웹사이트를 통해 무료로 신곡 "The Reckless and the Brave"를 발매하였다. 올 타임 로우는 2012년 발매를 예정으로 새 앨범의 작업을 시작한다고 밝혔다. 7월 3일 호프리스 레코드와의 재계약과 2012년 후반기에 있을 새 앨범의 발매를 발표하였다. 8월 4일 신곡 "For Baltimore"이 발매된 후 "Somewhere in Neverland"를 차례로 발매하여 미국 아이튠즈 차트에서 50위를 기록하였다.
9월 27일, 밴드 Acceptance의 Jason Vena가 피처링한 "Outlines"를 발표하였다. 10월 2일 Don't Panic의 발매 일주일 전, 호프리스 레코드의 유튜브 채널에 가사와 함께 앨범 전체가 게시되었다. 10월 8일, Don't Panic을 발매하였다.
2013년 9월, Don't Panic: It's Longer Now!으로 재발매하였다. 이 앨범은 전 세계에서 15,000장만 생산되는 한정판이며 네 개의 신곡과 기존 앨범에 있던 곡의 어쿠스틱 리믹스가 추가되었다. Pierce the Veil의 Vic Fuentes가 피처링한 리드 싱글 "A Love Like War"이 9월 2일 발매되었다.

### 2014년 ~ 2016년:Future Hearts

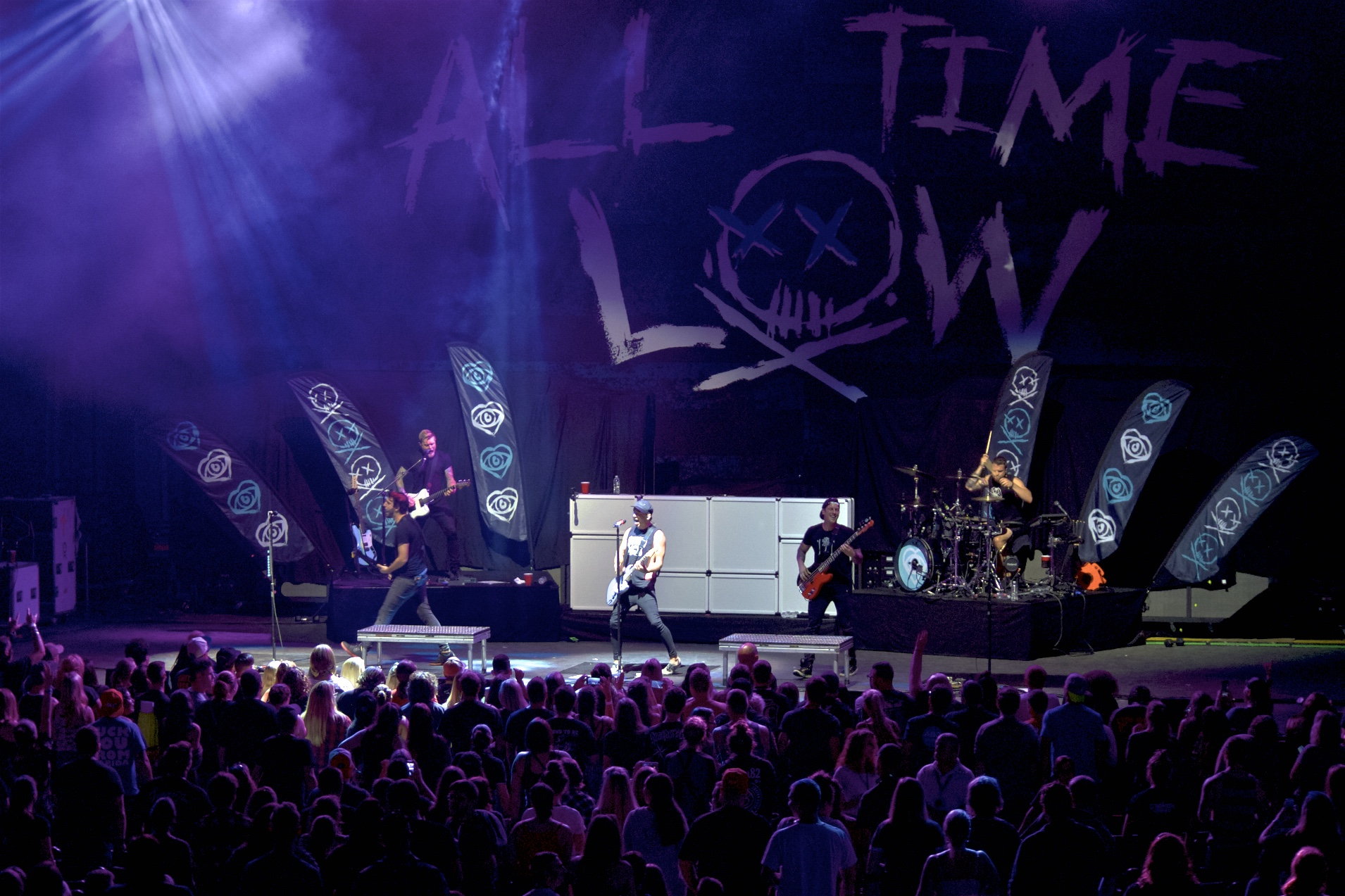
2016년 투어의 올 타임 로우

2015년 4월 7일, Future Hearts를 발매하여 빌보드 200에서 2위를 기록하고 발매 첫 주만에 75,000장이 팔렸다. 또한 영국에서 첫 주 20,000장의 판매와 함께 영국 음반 차트에서 1위를 기록하였다.
7월, 2015 Alternative Press Music Awards에서 4개의 상을 수상했다.
두 번째 라이브 앨범인 Straight to DVD II: Past, Present and Future Hearts가 2016년 9월 9일 발매되었다.

### 2017년 ~ 2019년:Last Young Renegade
2017년 2월 17일, 리드싱글 "Dirty Laundry"를 발매하였고 호프리스 레코드에서 퓨얼드 바이 라멘으로 레이블을 변경하였다.
새 앨범인 Last Young Renegade는 6월 2일 발매되었으며 리드싱글 "Dirty Laundry"이후 차례로 "Last Young Renegade", "Life of the Party", "Nice2KnoU"를 공개하였다.
올 타임 로우의 알렉스 가스카스와 Blink-182의 마크 호퍼스가 새 그룹 Simple Creatures를 발표하고 "Drug"를 선발매하였다.

### 2020년 ~ 현재:Wake Up, Sunshine
2020년 1월 21일, 리드싱글 "Some Kind of Disaster"가 공개되었으며 같은해 4월 3일에는 새 앨범 Wake Up, Sunshine이 발매되었다.

## 구성원
- 알렉스 가스카스 (Alex Gaskarth) - 리드 보컬, 리듬 기타
  - 본명: 알렉산더 윌리엄 가스카스(Alexander William Gaskarth)
  - 출생: 1987년 12월 14일생
- 잭 바라캇 (Jack Barakat) - 리드 기타, 백킹 보컬
  - 본명: 잭 바쌈 바라캇 (Jack Bassam Barakat)
  - 출생: 1988년 6월 19일생
- 잭 메릭 (Zack Merrick) - 베이스 기타, 백킹 보컬
  - 본명: 재커리 스티븐 메릭 (Zachary Steven Merrick)
  - 출생: 1988년 4월 21일생
- 라이언 도슨 (Rian Dawson) - 드럼
  - 본명: 로버트 라이언 도슨 (Robert Rian Dawson)
  - 출생: 1987년 12월 28일생

## 음반

### 정규 앨범
| The Party Scene                                   | - 발매: 2005년 7월 19일 - 레이블: 에메랄드 문 레코드 - 포맷: CD       | —  | —  | —  | —  | —  | —   | —  | —  | —  | —   |               |
| So Wrong, It's Right                              | - 발매: 2007년 9월 25일 - 레이블: 호프리스 레코드 - 포맷: CD, DL, LP  | 62 | 14 | —  | —  | —  | 167 | —  | —  | —  | —   |               |
| Nothing Personal                                  | - 발매: 2009년 7월 7일 - 레이블: 호프리스 레코드 - 포맷: CD, DL, LP   | 4  | 1  | 71 | —  | 22 | 69  | —  | 86 | 22 | 104 | - BPI: Silver |
| Dirty Work                                        | - 발매: 2011년 6월 7일 - 레이블: 인터스코프 레코드 - 포맷: CD, DL, LP | 6  | 1  | 13 | 83 | 13 | 41  | 34 | 67 | —  | 20  |               |
| Don't Panic                                       | - 발매: 2012년 10월 9일 - 레이블: 호프리스 레코드 - 포맷: CD, DL      | 6  | 4  | 13 | 65 | 18 | 55  | 25 | 34 | 43 | 9   | - BPI: Silver |
| Future Hearts                                     | - 발매: 2015년 4월 7일 - 레이블: 호프리스 레코드 - 포맷: CD, DL, LP   | 2  | 1  | 4  | 27 | 3  | 37  | 7  | 18 | 53 | 1   |               |
| Last Young Renegade                               | - 발매: 2017년 6월 2일 - 레이블: 퓨얼드 바이 라멘 - 포맷: CD, DL, LP  | 9  | —  | 5  | 28 | 38 | —   | 18 | 45 | —  | 7   |               |
| "—" 순위에 들지 않았거나 그 지역에 발매되지 않음. |                                                                       |    |    |    |    |    |     |    |    |    |     |               |

### 라이브 앨범
| Live Session (iTunes Exclusive)                     | - 발매: 2009년 11월 17일 - 레이블: 호프리스 레코드 - 포맷: DL        | —  | —  | —  | —  | —   | —  | —   |
| Straight to DVD                                     | - 발매: 2010년 5월 25일 - 레이블: 호프리스 레코드 - 포맷: CD+DVD, DL | 58 | 10 | 16 | —  | 169 | 52 | 126 |
| Straight to DVD II: Past, Present and Future Hearts | - 발매: 2016년 9월 9일 - 레이블: 호프리스 레코드 - 포맷: CD+DVD, DL  | 41 | 11 | 13 | 22 | —   | —  | 40  |
| "—" 순위에 들지 않았거나 그 지역에 발매되지 않음.   |                                                                      |    |    |    |    |     |    |     |

### EP
| The Three Words to Remember in Dealing with the End | - 발매: 2004년 10월 1일 - 레이블: 에메랄드 문 레코드 - 포맷: CD      | —  | —  | —  | —   |
| Put Up or Shut Up                                   | - 발매: 2006년 7월 25일 - 레이블: 호프리스 레코드 - 포맷: CD, DL     | —  | —  | —  | —   |
| MTV Unplugged: All Time Low                         | - 발매: 2010년 1월 12일 - 레이블: 호프리스 레코드 - 포맷: CD+DVD, DL | 92 | 24 | 34 | 176 |
| "—" 순위에 들지 않았거나 그 지역에 발매되지 않음.   |                                                                      |    |    |    |     |